# اکورن، منگان
اکورن، منگان (به لاتین: Akören, Mengen) یک منطقهٔ مسکونی در ترکیه است که در استان بولی واقع شده‌است.

## خصوصیات
اکورن ۹۲ نفر جمعیت دارد.